# Rutxi
Rutxi (en rus: Ручьи) és un poble de l'óblast d'Arkhànguelsk, a Rússia, segons el cens del 2012 tenia 225 habitants.